# Худиев, Азер Худаяр оглы
Азер Худаяр оглу Худиев (азерб. Azər Xudayar oğlu Xudiyev: род. Азербайджанская ССР) — азербайджанский дипломат. Уроженец города Баку, гражданин Азербайджанской Республики. Чрезвычайный и Полномочный Посол Азербайджана на Украинской земле с 6 сентября 2016 по 12 марта 2020 года.

## Биография

### На государственной службе
В 1996—1997 — консультант отделения беженцев и вынужденных переселенцев аппарата главы Исполнительной власти Хатаинского района.
В 1997 году окончил факультет инженерии транспортных средств Азербайджанского технического университета.
В 1997—1998 — старший консультант отделения территориальной администрации аппарата главы исполнительной власти Хатаинского района.
В 1998—1999 — руководитель отдела по работе с политическими партиями и общественными объединениями аппарата главы исполнительной власти Хатаинского района.
В 2021—2022 — заместитель директора Государственного налогового университета.
С 2022 года и по нынешнее время — вице-президент по организационной работе и международных связей в Академии финансового управления  Министерства финансов Украины.

### На дипломатической работе
В 2000—2003 — третий секретарь отделения государственного протокола Министерства иностранных дел Азербайджана. В 2001 году окончил факультет административного управления Академии государственного управления при Президенте Азербайджанской Республики.
В 2003—2005 — второй секретарь посольства Азербайджана на Украине, руководитель Молдавского офиса посольства.
В 2005—2007 — первый секретарь Первого территориального отделения Министерства иностранных дел Азербайджана.
В 2007—2008 — первый секретарь посольства Азербайджана в Малайзии.
В 2008—2010 — первый секретарь Второго территориального отделения Министерства иностранных дел Азербайджана.
В 2009—2011 годах учился на факультете международных отношений Дипломатической академии при МИД Украины. В 2011 году также окончил академические курсы стратегических исследований и управления государственной обороны в Военной академии Вооружённых сил Азербайджана.
В 2010—2012 — заведующий отделением, главный координатор Второго территориального отделения Министерства иностранных дел Азербайджана
В 2012 году — Временный поверенный в люблянском офисе посольства Азербайджана в Австрии, Словении и Словакии.
6 сентября 2016 года Указом Президента Азербайджана Ильхама Алиева был назначен Чрезвычайным и Полномочным Послом Азербайджана на Украине. 28 сентября 2016 года вручил копии верительных грамот Министерству иностранных дел Украины, а 26 октября 2016 года — вручил их оригиналы президенту Украины Петру Порошенко. 12 марта 2020 года по указу Президента Азербайджана Азер Худиев был уволен с должности посла.
С 2020 года Советник Министра финансов Украины

## Личная жизнь
Проживает в Киеве.
Женат, имеет 4 несовершеннолетних детей (на момент 2023 года).
Владеет азербайджанским, русским, английским, словацким, сербским и хорватским языками.